# Ысык-Кол (футбольный клуб, 2011)
«Иссык-Куль» — киргизский футбольный клуб, представлявший Бишкек, Иссык-Кульскую область и город Каракол. Существовал в 2011-2013 годах.

## Названия
- 2011 — ФЦ ФФКР-95.
- 2012-2013 — ФЦ-95.
- 2013 — Иссык-Куль.

## История
Клуб был создан в 2011 году из футболистов 1995-96 годов рождения под названием ФЦ ФФКР-95 на базе Футбольного центра Федерации футбола Кыргызской Республики, который, в свою очередь, образован в 2004 году при поддержке АФК по программе развития футбола в странах Азии. С 2011 года по начало 2013 года представлял Бишкек.
В 2011 году клуб выступал в Северной зоне Первой лиги, где занял предпоследнее место: в 22 матчах одержал 3 победы (из них 1 техническую) и потерпел 19 поражений.
В 2012 году руководство подало заявку на участие в Высшей лиге. Сезон-2012 сложился для команды крайне неудачно. Она заняла последнее место в турнирной таблице всего лишь с 7-ю набранными очками. Эти очки ФЦ-95 заработал, сыграв вничью с «Абдыш-Атой» и за счёт двух технических побед над карабалтинским «Химиком».
В начале 2013 года клуб был переименован в «Иссык-Куль» и стал формально представлять Каракол, однако продолжал играть домашние матчи в Бишкеке. Как заявила ФФКР, это сделано для того, чтобы в чемпионате выступали команды из всех регионов страны.
По итогам сезона клуб занял предпоследнее, 7-е место: в 20 матчах одержал 3 победы (все — над другой юношеской командой «Манасом») и 1 раз сыграл вничью с «Нефтчи» (Кочкор-Ата). По окончании сезона-2013 был расформирован.

## Таблица выступлений
| Год  | Лига                  | Место    | И  | В | Н | П  | Мячи  |
| ---- | --------------------- | -------- | -- | - | - | -- | ----- |
| 2011 | Первая (зона «Север») | 11 из 12 | 22 | 3 | 0 | 19 | 27-81 |
| 2012 | Высшая                | 8 из 8   | 28 | 2 | 1 | 25 | 13-93 |
| 2013 | Высшая                | 7 из 8   | 20 | 3 | 1 | 16 | 14-45 |

## Тренеры
- Марат Джумакеев (2012—2013)